# Домус-де-Янас
Домус-де-Янас (сард. Domus de Janaas, досл. «будинок відьом» або «будинок фей») — тип доісторичної камерної гробниці, що існував в стародавньому Середземномор'ї, в основному на Сардинії, звідки і походить назва. Гробниці даного типу створювали представники культур оцієри, Абеальцу-Філігоса і дзвоноподібних келихів, і по плануванню гробниці нагадували житла цих культур.
Домус складається з декількох камер, вирубаних у скелі. На острові виявлено не менше 1000 домусів, вибитих в скелях. Всі вони відносяться до халколіту і бронзового віку. Великий некрополь домусного типу виявлений біля містечка Ангелу-Руджі (поблизу Альгеро) — він складається з 36 гробниць, на деяких вирізана голова бика (символізм гробниць близький до символізму мінойської цивілізації на Криті). Ще один великий пам'ятник — Сант-Андреа-Пріу в містечку Бонорва, в якому є 18 кімнат: в пізньоримський і візантійський період його перетворили в печерну церкву. Також цікаві пам'ятники в населених пунктах Піментель, Седіні, Віллаперуччо, Іттірі і Порто-Торрес.
Форма гротів може бути різноманітною, стеля — зазвичай конічної або трикутної форми. Стіни нерідко прикрашені рельєфами, які грали магічну роль в період створення.
У камерних гробницях донурагічної культури Оцієрі часто зустрічаються хибні двері, вирізані в стінах, уособлюючи вхід в підземний світ.
Тіла покійних, пофарбовані червоною охрою, як і стіни гробниць, ховалися разом з приладдям, коштовностями і знаряддями праці. Як вважає археолог Джованні Лілль, їх ховали покритими раковинами молюсків; по іншим теоріям, тіло не вносили в гробницю до тих пір, поки воно не перетворювалося в скелет.

## Галерея

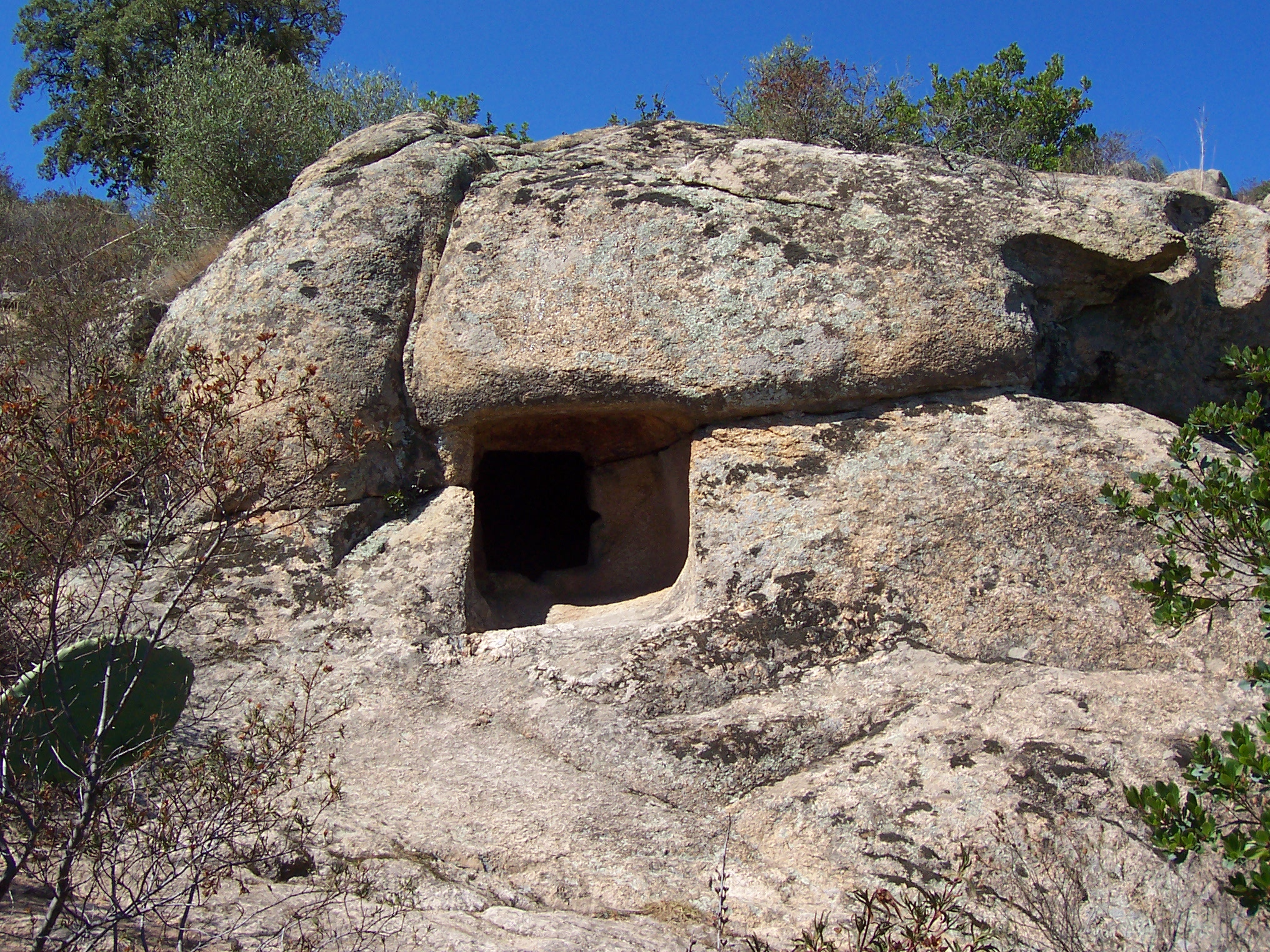
Домус-де-Янас в Лотцораї
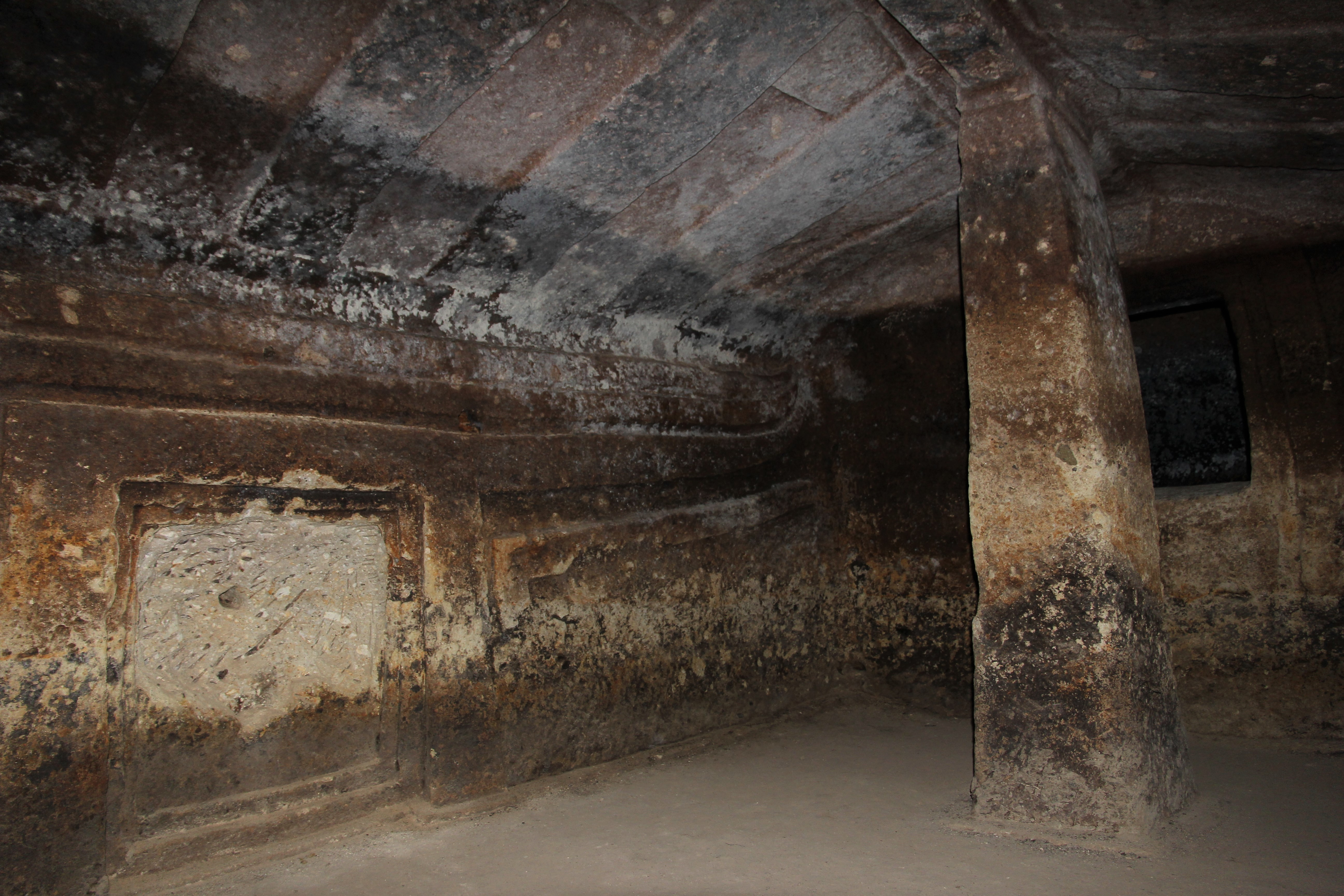
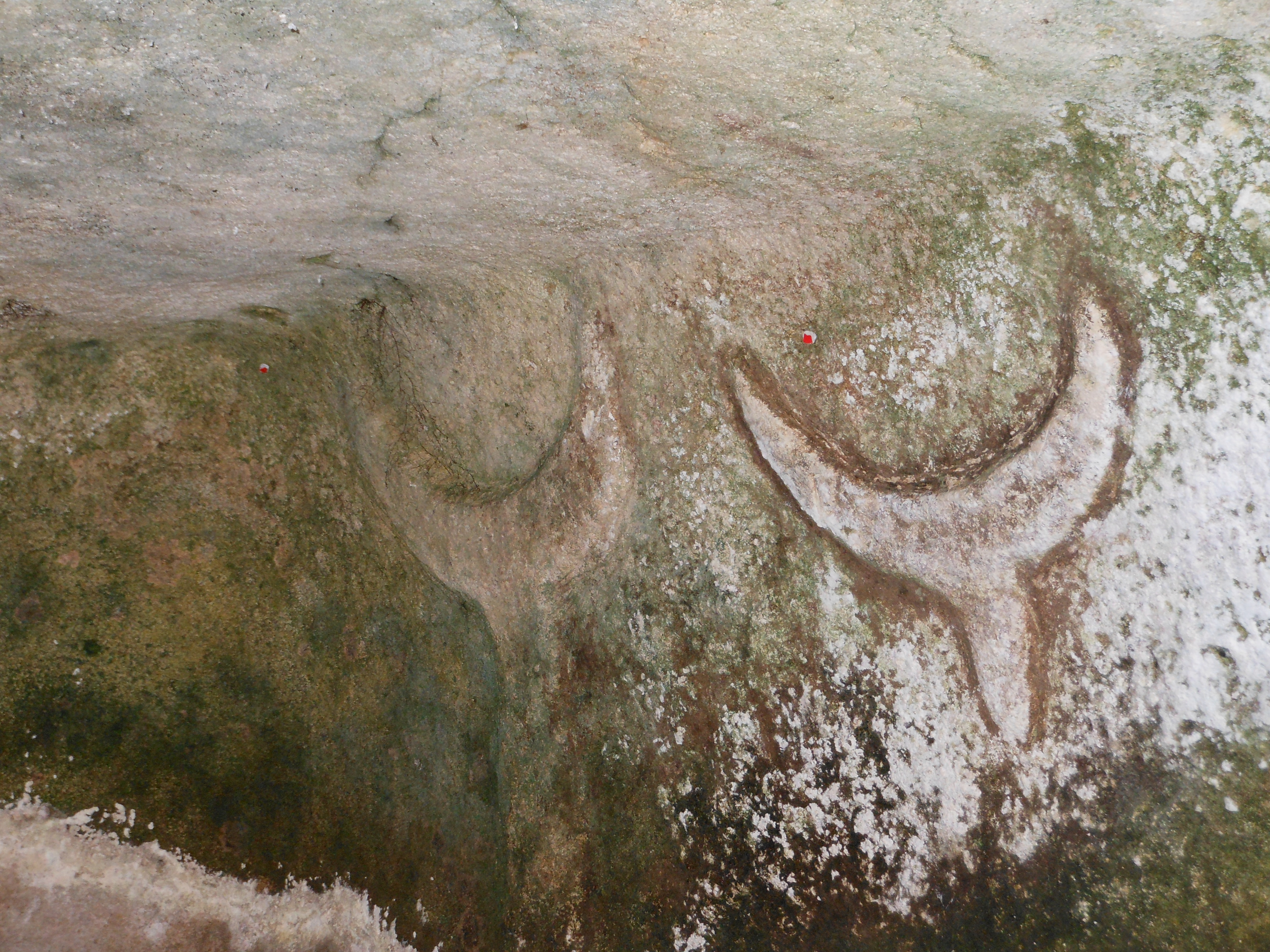
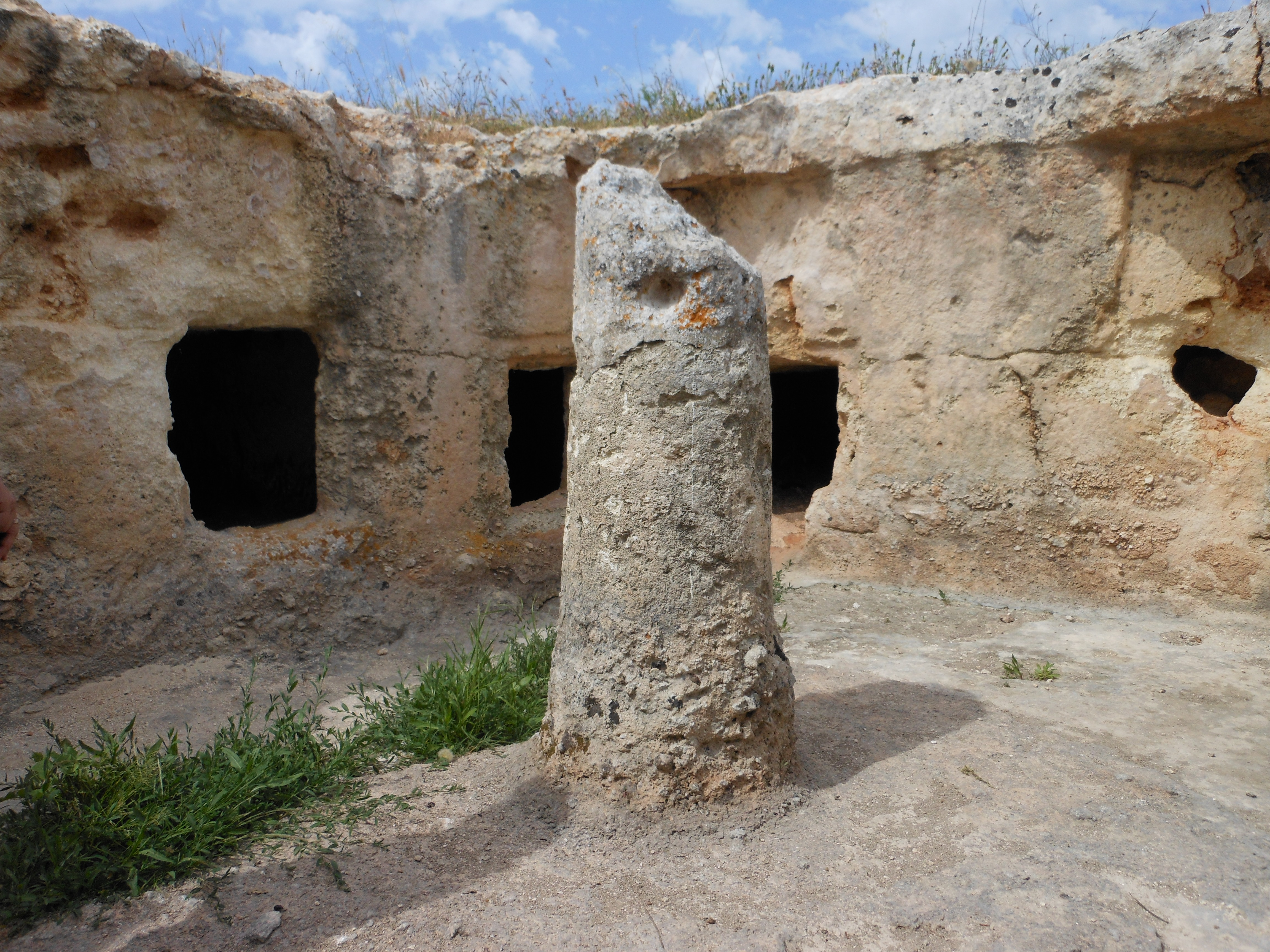
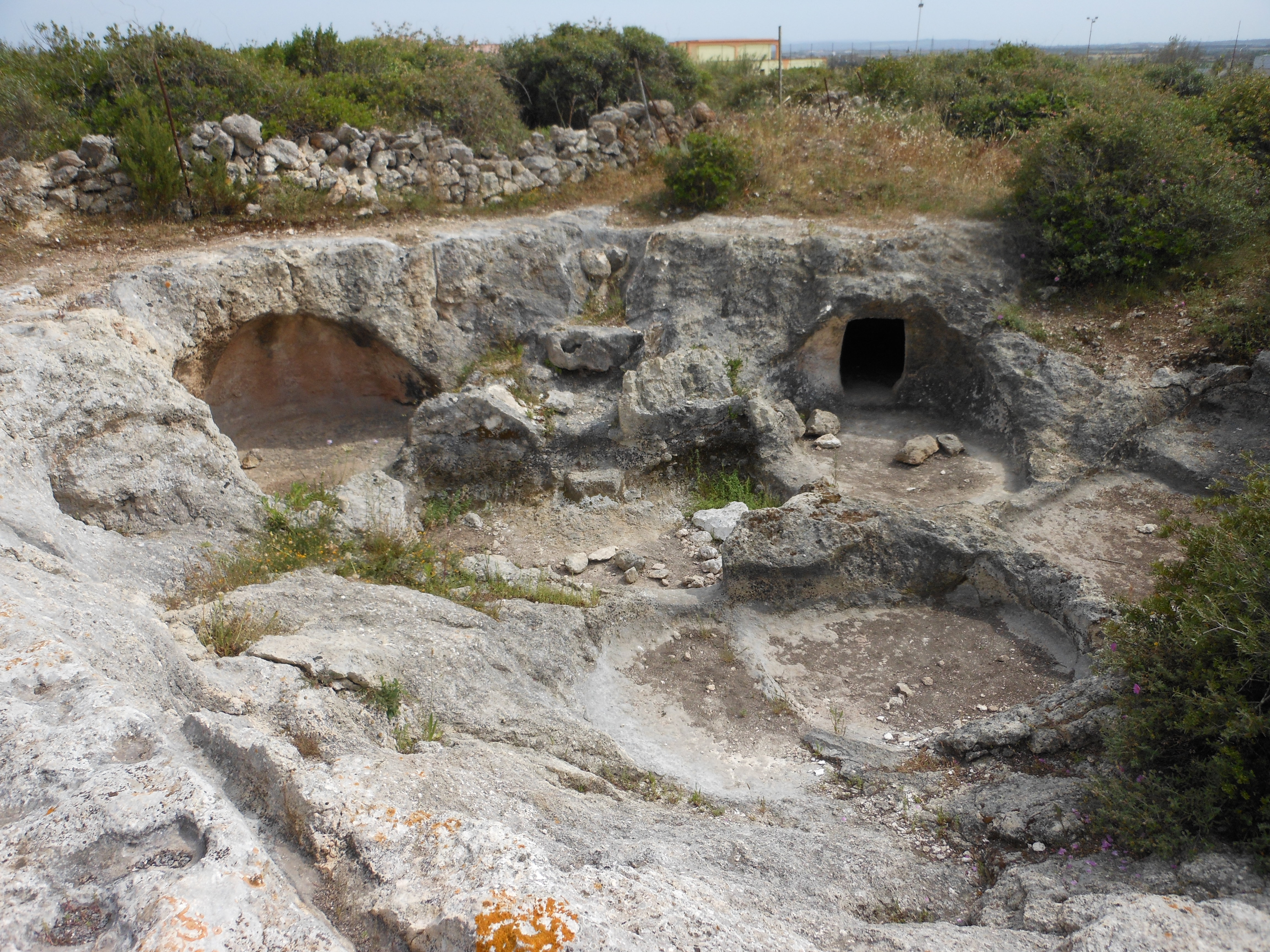
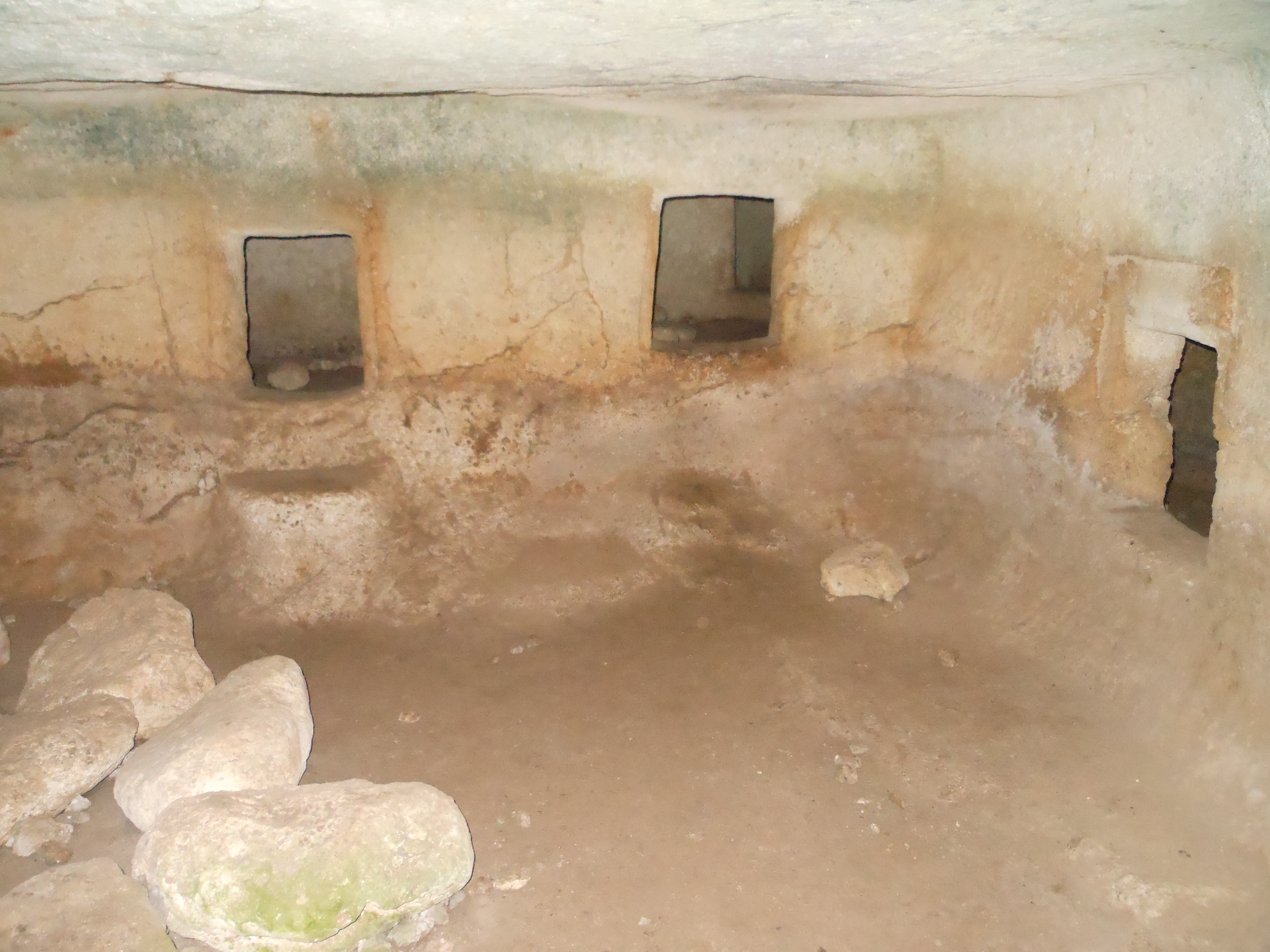
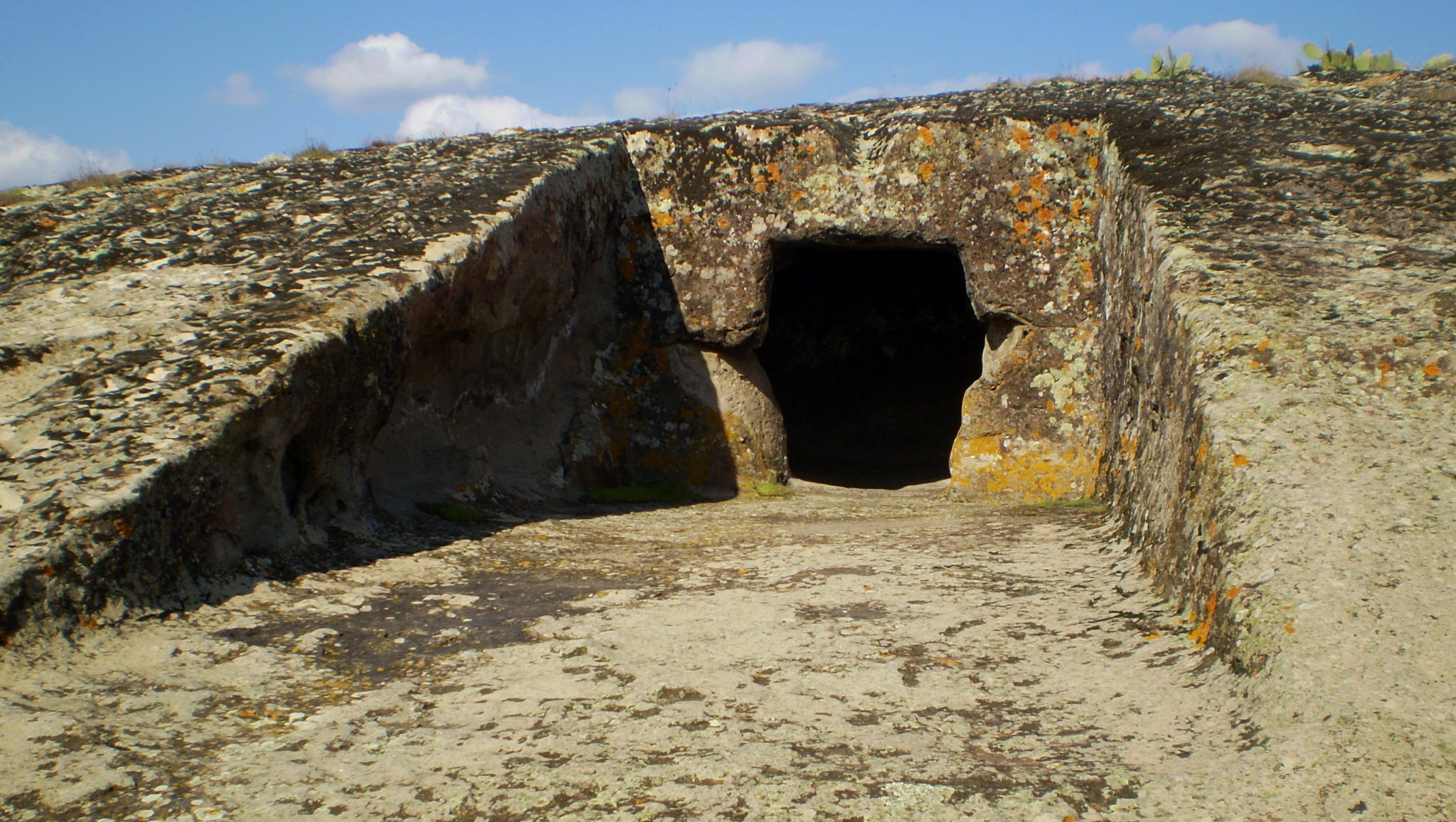
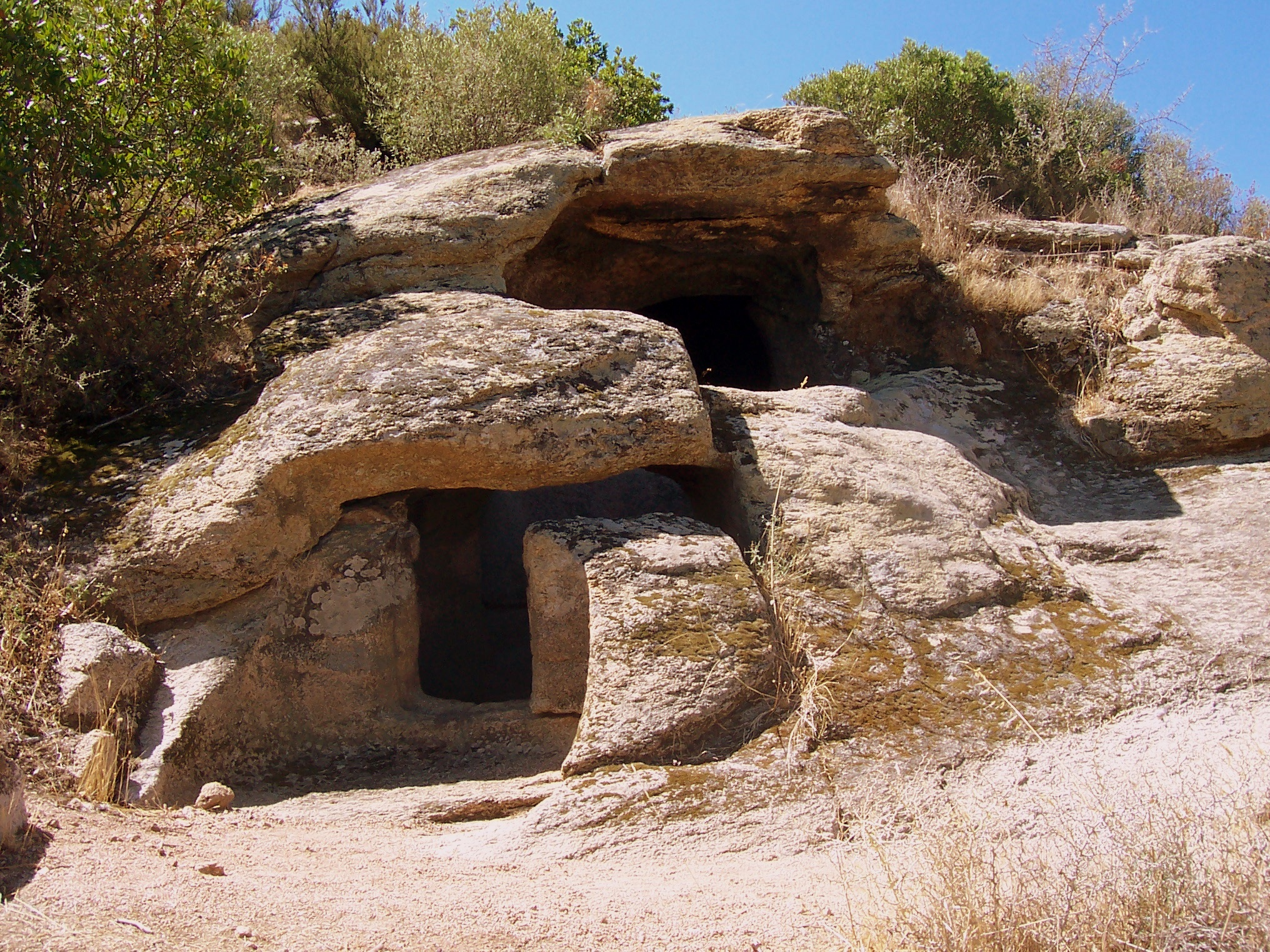
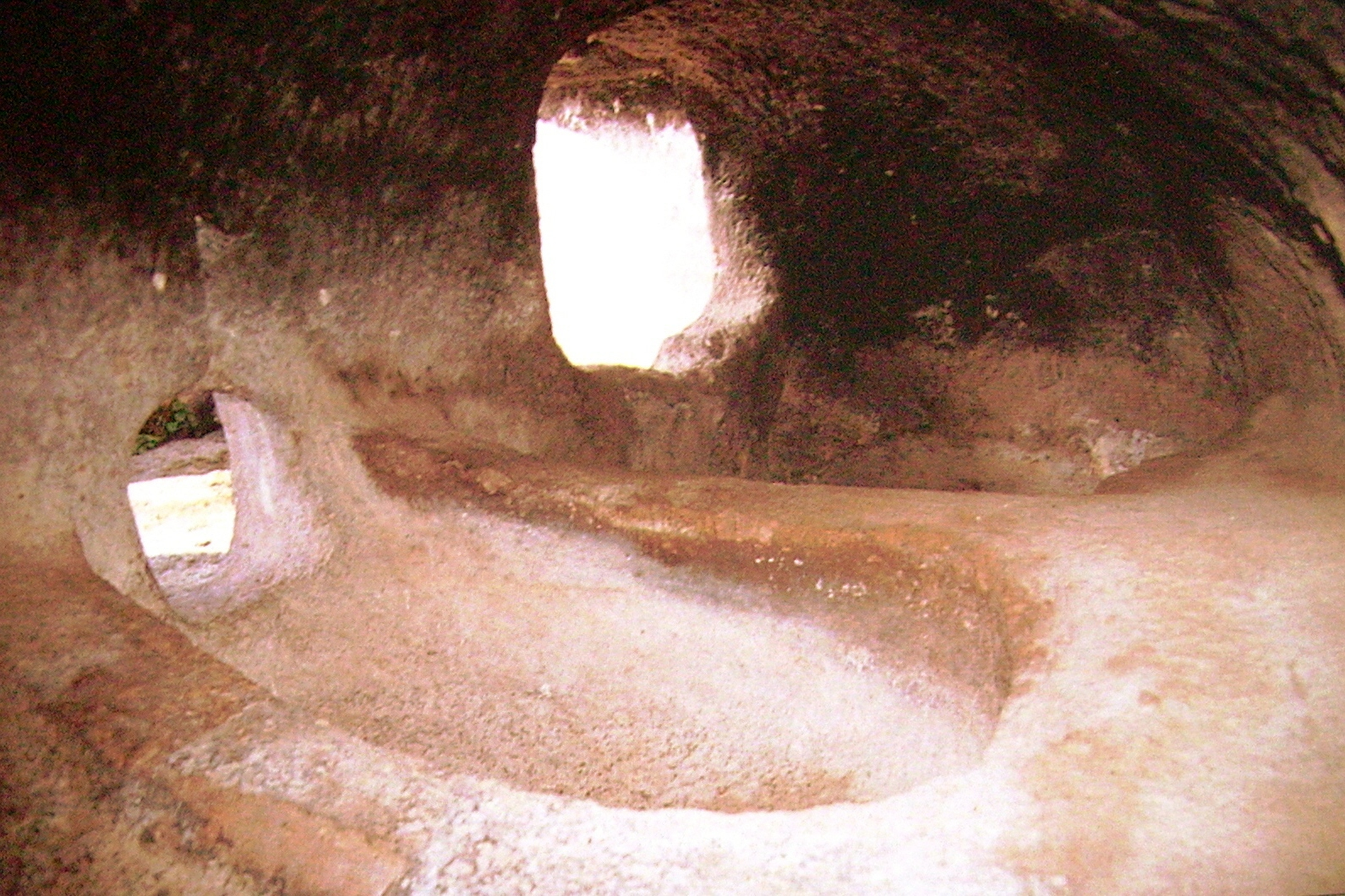